# Renaissance Centre
Das Renaissance Centre, ehemals Erie Trust Company Building und G. Daniel Baldwin Building, ist ein 60 Meter (198 ft) hohes Gebäude in Erie, Pennsylvania. Seit seiner Fertigstellung ist das 14-stöckige Hochhaus das höchste Gebäude der Stadt. Es sollte ursprünglich der größten Bank der Stadt, der Erie Trust Company, als Hauptsitz dienen und wurde 1925 unter dem Namen Erie Trust Company Building von der Firma Dennison & Hirons entworfen. Nachdem es 1928 gegen Ende der Goldenen Zwanziger fertiggestellt wurde, ging die Erie Trust Company 1933 in Folge der Weltwirtschaftskrise zu Grunde. 1943 wurde das Gebäude schließlich in G. Daniel Baldwin Building umbenannt. 1996 bekam das Hochhaus seinen heutigen Namen. Seit dem Jahre 2000 befindet es sich im National Register of Historic Places.

## Design
Das Gebäude befindet sich in der Stadtmitte Erie's und dominiert noch heute die Skyline. Mit 60 Metern (198 ft) ist es das höchste Gebäude der Stadt; lediglich der Kirchturm der St. Peter Cathedral ist mit 81 Metern höher. Die Maße betragen 48,7 × 25,3 Meter (161 × 82,5 ft), die Grundfläche beträgt etwa 0,1 Hektar. Die ersten drei Stockwerke Nord- und Westfassade, die Seiten des Gebäudes, die sich an der Straße befinden, wurden mit Kalkstein verkleidet während die restlichen Stockwerke mit poliertem Ziegelstein verkleidet sind. Die Haupteingänge bestehen aus Bögen, die in ihrer Höhe den ersten Stock überragen. Oberhalb der Bögen befindet sich eine unechte Kalksteintafel, in der der Name des Gebäudes eingraviert wurde. Ab dem 11 Stockwerke ist das Gebäude zurückgestuft. Die süd- und Ostfassade sind relativ schlicht gehalten. Die mittlere Fensterreihe ist vertikal gesehen zurückgesetzt, wodurch das Gebäude aus der Luft gesehen eine „U“-Form bekommt.
Das Gebäude besitzt eine gesamte Nutzfläche von etwa 14.000 m² (150.000 sqft). Die Lobby besaß ursprünglich eine Bankfiliale, wurde aber später in ein Atrium und Platz für Einzelhandel aufgeteilt. Im Erdgeschoss befinden sich außerdem 6 Wandgemälde vom New Yorker Maler Edward A. Turnbull, auf denen historische Ereignisse der Stadtgeschichte abgebildet sind. 5 sind heute noch vorhanden. Vom 14. Stock aus ist der Eriesee und sogar der Long Point in Kanada sichtbar.

## Geschichte
Kurz nach der Verabschiedung des National Bank Act im Jahre 1864 entstanden in Erie mehrere Banken. Eine davon, die Dime Savings and Loan, wurde 1866 gegründet. Nach einer Neuordnung wurde diese 1902 zur Erie Trust Company. Mit Ende des Ersten Weltkrieges entstand in Downtown Erie ein Bauboom, darunter auch ein 10-stöckiger Wolkenkratzer. Als die Bank Mitte der 1920er in der Stadt an Wichtigkeit zunahm, benötigte sie Platz zum Expandieren. Daraufhin beauftragten sie 1925 das New Yorker Architektenbüro Dennison and Hirons damit, einen neuen Hauptsitz zu entwerfen. Das Gebäude wurde 1928 für Baukosten in Höhe von etwa 2 Mio. US-$ fertiggestellt. Nachdem mit dem schwarzen Freitag die Weltwirtschaftskrise begonnen hatte, ging die Bank 1933 pleite. Nach der Fusion mit einer anderen Bank, wurde aus den Überresten die National Bank and Trust, die das Gebäude weiterhin als Hauptsitz nutzten. Besitzer des Hochhauses war nun Commonwealth of Pennsylvania.
1943 wurde das Gebäude bei einer Auktion von der Tenth Street Building Corporation, einem örtlichen Immobilienunternehmen, für 377.000 US-$ ersteigert. Anschließend wurde es 1945 nach dem Präsidenten des Unternehmens in G. Daniel Baldwin Building umbenannt. Dieser starb ein Jahr später. Bis 1951 blieb die National Bank and Trust Mieter des ersten Stockes zusammen mit anderen Unternehmen auf dem dritten bist es von der First National Bank aufgekauft wurde. Auch diese hielten an den Büros im Gebäude bis in die 1980er fest. Trotz des Erfolges des neuen Inhaberunternehmens sank die Auslastung des Renaissance Centre’s in den 1970er und 1980er Jahren auf unter 30 %.
Im Juni 1996 wurde das Gebäude erneut versteigert. Es wurde anschließend von der Tenth Street Building Corporation an die Greater Erie Charity Golf Classic gespendet. Deren Kopf, Tom Kennedy, kaufte das Gebäude anschließend für 315.000 US-$; diese Summe kam der Wohltätigkeit zugute. Kennedy ist außerdem verantwortlich für den Umbau des Palace Hardware Building in ein Apartmentgebäude und für die Entwicklung eines Business Centers. Das Gebäude bekam schließlich seinen heutigen Namen, Renaissance Centre, als Signal der Wiederinstandsetzung des Hochhauses. Außerdem wurde ein Kalksteinschild über dem ursprünglichen Schild installiert. In der Zeit zwischen dem Kauf 1996 und 1998 wurden 2,2 Mio. US-Dollar zur Sanierung in das Gebäude investiert. Seit dem 10. August 2000 befindet sich das Gebäude im National Register of Historic Places.